# Carodes revelatus
Carodes revelatus is een keversoort uit de familie Ithyceridae. De wetenschappelijke naam van de soort werd in 1994 gepubliceerd door Zimmermann.